# De Havilland Canada Dash 8
Bombardier Q Series ili de Havilland Canada DHC-8, poznatiji pod imenom Dash 8, serija je turbo-elisnih aviona dizajnirana od strane de Havilland Canada u ranim 1980-im. Proizvodnju je 1992. godine preuzela tvornica Bombardier Aerospace. Od 1996. serija zrakoplova dobiva i oznaku Q radi ugradnje uređaja za smanjivanje buke i vibracija unutar aviona.

## Razvoj
de Havilland Canada investirala je 1970-ih u četveromotorni turboelisni avion Dash-7 koji je za slijetanje i uzlijetanje trebao vrlo kratku uzletno-sletnu stazu. Kako je za kompanije važnija cijena aviona i cijena njegovog održavanja samo je neznatan broj prijevoznika naručio taj avion. 1980. godine de Havilland odustaje od "kratkih USS-a" i planira četiri motora zamijeniti s dva jače snage. Tvornica avionskih motora Pratt & Whitney Canada radi na motor PW100, prvenstveno za zamjenu četiri PT6 motora. Do predstavljanja aviona Dash-8 19. travnja 1983. pet probnih motora PW100 je u dvije godine skupilo više od 3.800 sati probnog rada.
Istaknute karakteristike Dash-8 dizajna su: veliki T-rep (vodoravni stabilizator na vrhu okomitog) čime je izbjegnuto vrtloženje prilikom uzlijetanja oko vodoravnog stabilizatora uzrokovano radom propelera; uvlačeće podvozje ulazi prema nazad u produženu oplatu motora; visoka vitkost krila (eng. aspect ratio).  Prvi let Dash-8 imao je 20. lipnja 1983. a u upotrebu je ušao 1984. godine. Osnovne prednosti prema Dash-7 su bolje karakteristike leta i niži troškovi korištenja i održavanja. 
Sredinom 1990-ih tržište je zahtijevalo uvođenje novijih, modernijih turbo-elisnih aviona. de Havillend-ov odgovor bila je nova serija Dash-8 400. Tada tvornicu preuzima Bombardier i avion ulazi na tržište pod imenom Bombardier Q400. Sve inačice aviona od druge polovice 1996. opremljene su sustavom za smanjivanje buke i vibracija u kabini koje su dovedene blizu onih koje proizvode mlazni motori. Bombardier je od tada svim inačicama Dash-8 dodijelio predznak Q (Q100, Q200, Q300 i Q400).

## Inačice
Dash 8 izrađen je u više inačica:
- Serija 100 –originalni avion s 37-40 sjedišta koji je u upotrebu ušao 1984. godine.
- Dash 8M-100 –dva aviona izrađena za Transport Canada.
- Serija 200 –inačica 100 s jačim PW123 motorima. Avion može primiti 37-39 putnika.
- Serija 300 –s produženim trupom za 3,4 m avion može primiti 50 do 56 putnika. U upotrebu je ušao 1989. godine.
- Serija 300A – inačica 300 s mogućnošću prijevoza veće količine korisnog tereta.
- Serija 400 –dodatno produžena i modernizirana inačica koja je počela letjeti 2000 godine, Može prevoziti 70 do 78 putnika. S motorima od 3.781 kW putna brzina mu je oko 670 km/h što je za 140 km/h više od prethodnih inačica.
- CC-142 –vojna inačica za kanadske oružane snage u Europi.
- CT-142 –Inačica za navigaciju i trening namijenjena kanadskim oružanim snagama.
- E -9A –Dva aviona za zračne snage SAD-a.
- Q400-MR –inačica prilagođena za ispuštanje „vodenih bombi“ za gašenje požara.

## Tehničke karakteristike (Serija 400)
Izvori podataka: 
Osnovne karakteristike
- kapacitet: 68-78
- dužina: 32,81 m
- raspon krila: 28,4 m
- površina krila: 63,1 m2
- visina: 8,3 m
- širina trupa: 2,69 m

Letne karakteristike
- ekonomska brzina: 667 km/h
- dolet: 2.522 km
- najveća visina leta: 8.230 m
- motor: dva turbo-elisna motora

## Vanjske poveznice
- Q Series bombardier.com
- q400.com   Arhivirana inačica izvorne stranice od 28. veljače 2009. (Wayback Machine)
- De Havilland Canada DHC-8-100/200 Dash 8 airliners.net
- Type Certificate
- Bombardier Q400 Dash 8 Turboprop Regional Airliner